# Guido Tonelli
Guido Tonelli (Casola in Lunigiana, 1950. november 8. –) olasz részecskefizikus, aki részt vett a Higgs-bozon felfedezésében a Nagy Hadronütköztetőben. A Pisai Egyetem általános fizika professzora és a CERN vendégtudósa.

## Élete
Érettségi bizonyítványát 1969-ben a La Spezia-i Lorenzo Costa liceo classicoban 60/60-as eredménnyel szerezte meg. Ezt követően 1975-ben fizikából szerzett diplomát a pisai egyetemen (110/110-es szavazattal), ahol 1992-ben professzor lett.
1976 óta a részecskefizika területén dolgozik, részt vesz a CERN kísérletekben NA1, NA7 és ALEPH, valamint a CDF kísérletben a bataviai (Illinois) Fermilabban. Hozzájárulásai között szerepel a bájos mezonok élettartamának első precíziós mérése, az alapvető kölcsönhatások standard modelljének precíziós tesztjei, a Higgs-bozon keresése, valamint a szuperszimmetria vagy a standard modellen túli új fizika különböző leírásai.
A '90-es évek eleje óta tevékenysége főként a Compact Muon Solenoid kísérletével foglalkozik, amelyet a genfi CERN-ben (Svájc) javasoltak a Large Hadron Collider (LHC) kísérlethez. A koncepciótervezés óta részt vesz a CMS-ben, hozzájárulva egy teljesen félvezető eszközökön alapuló központi nyomkövető eredeti ötletéhez. Megválasztották a CMS szóvivőjének a 2010-2011 közötti időszakra.
2011. december 13-án Fabiola Gianottival, az ATLAS szóvivőjével együtt a CERN-ben tartott speciális szemináriumon bemutatta az első bizonyítékot a Higgs-bozon jelenlétére a 125 GeV/c2 tömeg körül. A 125 GeV jel ismét megjelenik a 2012 tavaszán gyűjtött új adatokban, és a 7 TeV 2011 adatokat a 8 TeV, 2012 adatokkal kombinálva a jel statisztikai szignifikanciája eléri az új felfedezés bejelentéséhez szükséges hagyományos 5 szigma küszöböt. Ezért 2012. július 4-én az ATLAS és a CMS kísérletek hivatalosan bejelentették egy új, Higgs-szerű bozon megfigyelését az LHC-n.
2013. március 14-én az ATLAS és a CMS által a La Thuile-i Moriond Konferencián bemutatott új eredmények megerősítik, hogy minden megfigyelés összhangban van azzal a hipotézissel, hogy a megfigyelt részecske a Standard Model-beli Higgs-bozon.
Ennek a felfedezésnek köszönhetően 2013. október 8-án a 2013. évi fizikai Nobel-díjat François Englert és Peter Higgs kapta azzal a motivációval, hogy „egy olyan mechanizmus elméleti felfedezéséért, amely hozzájárul a szubatomi részecskék tömege eredetének megértéséhez, és amelyet a közelmúltban a CERN nagy hadronütköztetőjében végzett ATLAS és CMS kísérletek megerősítettek a megjósolt alapvető részecske felfedezésével."

## Magánélete
Feleségével, Luciana Piddiuval két gyermekük született.

## Díjai
- 2012. október 24-én Giorgio Napolitano államelnök az Olasz Köztársasági Érdemrend Parancsnoki fozatát adományozta neki egy új, Higgs-szerű részecske felfedezéséhez való hozzájárulásáért az LHC-n.[15]
- 2012. december 11-én elnyerte a 2012. évi Fundamentális Fizikai Különdíjat[16] „az új Higgs-szerű részecske felfedezéséhez vezető törekvéséért az LHC-nél az ATLAS és a CMS együttműködése révén”.
- 2013. július 23-án elnyerte az Olasz Fizikai Társaság 2013-as Enrico Fermi-díját. A Társaság a díjat „Guido Tonellinek ítélte oda, aki a CMS kísérlettel felfedezett egy 125 GeV körüli tömegű és egy Higgs-bozonnak megfelelő tulajdonságú, elméletileg csaknem 50 éve megjósolt alapvető részecskét CMS-kísérletével, amelynek léte hatalmas mennyiségű betekintést biztosít a részecskefizika standard modelljébe.”[17][18]
- 2014-ben megkapta Pisa városának legmagasabb kitüntetéseit a „Galileo Galilei születésének 450. évfordulója alkalmából rendezett ünnepségeken” belül. 2014. március 11-én az Ezüst Torony kitüntetést,[19] 2014. október 24-én pedig a köztársasági elnök, Giorgio Napolitano Becsületéremmel[20] tüntették ki. A motiváció szerint a díjat „Guido Tonellinek, a Higgs-bozon felfedezése főszereplőjének ítélték oda, ami után 2013-ban a fizikai Nobel-díjat François Englert és Peter Higgs kapta. Guido Tonelli, a CERN tudósa és a Pisai Egyetem professzora az utolsó példa a kiválóság hagyományára, amely Galileo Galileitől indult, majd Enrico Fermivel, Bruno Pontecorvóval[21] és Carlo Rubbiával folytatódott.”

## Művei
- 2016, "La nascita imperfetta delle cose" (A dolgok tökéletlen születése), Rizzoli(wd), ISBN 9788858687482
- 2017, "La nuova fisica delle particelle e i segreti dell'universo. Un dialogo tra filosofia, scienza e religione" (Az új részecskefizika és az univerzum titkai. Párbeszéd filozófia, tudomány és vallás között), Remo Bodeivel(wd)[22] együttműködve, Book Time kiadó, ISBN 9788862182867
- 2018, "Cercare mondi. Esplorazioni avventurose ai confini dell'universo" (Világok keresése. Kalandos felfedezések az univerzum peremén"), Rizzoli, ISBN 9788817098656
- 2020, "Genesi. Il grande racconto delle origini" (Genezis. A nagy eredettörténet), Feltrinelli(wd), ISBN 9788858841037
- 2021, "Cultura e scienza" (Kultúra és tudomány), Marco Malvaldi(wd)[23] és Vito Mancuso(wd)[24] közreműködésével, Aras kiadó, ISBN 9791280074232
- 2022, "Quando si accesero le stelle. Un grande scienziato ti racconta la nascita dell'universo" (Amikor a csillagok kigyúltak. Egy nagyszerű tudós mesél az univerzum születéséről), Sergio Rossival, Feltrinelli, ISBN 9788807923777
- 2022, "Tempo. Il sogno di uccidere Chrònos" (Idő. Kronosz meggyilkolásának álma), Feltrinelli, ISBN 9788807896668
- 2023, "Materia. La magnifica illusione" (Anyag. A csodálatos illúzió), Feltrinelli, ISBN 9788807493515

### Magyarul megjelent
- Genezis. A világegyetem születése hét napban elbeszélve (Genesi) – Corvina, Budapest, 2021 · ISBN 9789631367669 · Fordította: Balázs István
- Idő. Khronosz megölésének álma (Tempo) – Corvina, Budapest, 2023 · ISBN 9789631369137 · Fordította: Balázs István
- Matéria. A káprázatos illúzió (Materia. La magnifica illusione) – Corvina, Budapest, 2024 · ISBN 9789631370393 · Fordította: Falus János

## Fordítás
- Ez a szócikk részben vagy egészben  a   Guido Tonelli című angol Wikipédia-szócikk fordításán alapul.  Az eredeti cikk szerkesztőit annak laptörténete sorolja fel. Ez a jelzés csupán a megfogalmazás eredetét és a szerzői jogokat jelzi, nem szolgál a cikkben szereplő információk forrásmegjelöléseként.